# Hardcore Will Never Die, But You Will
Hardcore Will Never Die, But You Will – siódmy album szkockiego zespołu Mogwai, wydany w lutym 2011 roku.

## Album

### Historia i wydania
Zespół nagrał album latem 2010 roku w Chem 19 Studios z udziałem Paula Savage’a (który wyprodukował również Young Team). Miksowanie odbyło się w Castle of Doom. Wydaniem płyty miała zająć się wytwórnia Sub Pop, do której zespół przeniósł się z Matador Records. Zespół na oficjalnej stronie zapowiedział, iż będzie wydana limitowana wersja albumu zawierająca bonusowy CD z 26-minutowym utworem „The Singing Mountain”, nagranym dla instalacji artystycznej Douglasa Gordona i Olafa Nicolaia w Essen. Ogłosił także plany długiej, światowej trasy koncertowej w 2011 roku.
20 listopada 2010, jako przedsmak zapowiadanej płyty opublikowano nagranie „Rano Pano”, które można było pobrać jako bezpłatny digital download.
Album został wydany 2 lutego 2011 roku w Japonii przez miejscową wytwórnię Hostess Entertainment Unlimited oraz Rock Action Records jako podwójny CD. W Europie miał premierę 14 lutego jako podwójny LP i digital download (11 plików MP3). 
15 lutego ukazał się w USA.

### Muzyka
Muzycznie Hardcore Will Never Die, But You Will stanowi powrót do korzeni, do debiutanckiego albumu zespołu Young Team. Wyrazem tego powrotu było też odnowienie współpracy z ówczesnym producentem Paulem Savage’em.
Wyjaśniając tytuły niektórych utworów zawartych na Hardcore Will Never Die, But You Will Stuart Braithwaite stwierdził:

Niektóre piosenki są zatytułowane pod wpływem zdarzeń, które mają miejsce, jak pewnego razu, gdy zobaczyłem Lionela Ritchie na lotnisku. Byłem skacowany i powiedziałem: „Ty jesteś Lionel Ritchie”.

### Okładka
Fotografia na okładce albumu, autorstwa Anthony’ego Crooka, przedstawia widok na rzekę Hudson od strony parku Fort Washington (położonego na południe od mostu Washingtona) w kierunku centrum Nowego Jorku.

### Lista utworów
| 1.  | White Noise                        | 5:04  |
|     |                                    |       |
| 2.  | Mexican Grand Prix                 | 5:18  |
|     |                                    |       |
| 3.  | Rano Pano                          | 5:15  |
|     |                                    |       |
| 4.  | Death Rays                         | 6:01  |
|     |                                    |       |
| 5.  | San Pedro                          | 3:27  |
|     |                                    |       |
| 6.  | Letters To The Metro               | 4:41  |
|     |                                    |       |
| 7.  | George Square Thatcher Death Party | 4:00  |
|     |                                    |       |
| 8.  | How To Be A Werewolf               | 6:23  |
|     |                                    |       |
| 9.  | Too Raging To Cheers               | 4:30  |
|     |                                    |       |
| 10. | You're Lionel Richie               | 8:29  |
|     |                                    |       |
|     |                                    | 53:08 |
|     |                                    |       |

| 11. | Slight Domestic | 5:33  |
|     |                 |       |
| 12. | Hasenheide      | 3:29  |
|     |                 |       |
|     |                 | 09:02 |
|     |                 |       |

| 1. | Music For A Forgotten Future (The Singing Mountain) | 23:09 |
|    |                                                     |       |
|    |                                                     | 23:09 |
|    |                                                     |       |

| 1. | White Noise        | 5:04  |
|    |                    |       |
| 2. | Mexican Grand Prix | 5:18  |
|    |                    |       |
| 3. | Rano Pano          | 5:15  |
|    |                    |       |
|    |                    | 15:37 |
|    |                    |       |

| 1. | Death Rays           | 6:01  |
|    |                      |       |
| 2. | San Pedro            | 3:27  |
|    |                      |       |
| 3. | Letters To The Metro | 4:41  |
|    |                      |       |
|    |                      | 14:09 |
|    |                      |       |

| 1. | George Square Thatcher Death Party | 4:00  |
|    |                                    |       |
| 2. | How To Be A Werewolf               | 6:23  |
|    |                                    |       |
|    |                                    | 10:23 |
|    |                                    |       |

| 1. | Too Raging To Cheers | 4:30  |
|    |                      |       |
| 2. | You're Lionel Richie | 8:29  |
|    |                      |       |
|    |                      | 12:59 |
|    |                      |       |

Wszystkie utwory zostały napisane przez Mogwai.
Utwór „Music for a Forgotten Future (The Singing Mountain)” został zrealizowany dla potrzeb instalacji artystycznej Douglasa Gordona i Olafa Nicolaia.

### Muzycy

#### Mogwai
- Dominic Aitchison
- Stuart Braithwaite
- Martin Bulloch
- Barry Burns
- John Cummings

#### Muzycy studyjni
- Luke Sutherland – gitara, skrzypce („White Noise”), skrzypce, śpiew („Mexican Grand Prix”), gitara („Rano Pano”), skrzypce („Too Raging To Cheers”)
- Helen McSherry – wiolonczela, Emma Peebles – altówka, Greg Lewson, Mary Ward – skrzypce („Music for a Forgotten Future (The Singing Mountain)”)

Mówiony fragment w „You're Lionel Richie” został napisany i zarejestrowany przez Dr. Kiko, wieloletniego przyjaciela zespołu.

#### Produkcja
- Paul Savage, Mogwai

## Odbiór

### Opinie krytyków
| Oceny łączne         | Oceny łączne |
| Publikacja           | Ocena        |
| -------------------- | ------------ |
| Album of the Year    | 76/100       |
| Metacritic           | 77/100       |
| Recenzje             |              |
| Publikacja           | Ocena        |
| AllMusic             | [ 7 ]        |
| The Arts Desk        | [ 13 ]       |
| The A.V. Club        | B            |
| Classic Rock         | [ 15 ]       |
| Consequence of Sound | B            |
| DIY                  | [ 17 ]       |
| Drowned in Sound     | 8/10         |
| Gigwise              | [ 19 ]       |
| laut.de              | [ 20 ]       |
| Los Angeles Times    | [ 21 ]       |
| musicOMH             | [ 22 ]       |
| The Needle Drop      | 8/10         |
| NME                  | [ 24 ]       |
| Paste                | 7.6/10       |
| Pitchfork            | 6.6/10       |
| PopMatters           | 6/10         |
| Rolling Stone        | [ 28 ]       |
| The Skinny           | [ 29 ]       |
| Slant Magazine       | [ 30 ]       |
| Spin                 | 7/10         |
| Sputnikmusic         | 2.0/5        |
| Tiny Mix Tapes       | [ 33 ]       |

Album Mogwai zyskał powszechne uznanie na podstawie 34 opinii krytycznych zebranych w Metacritic.
„Mogwai Will Never Die, But You Will” – przekonuje Thomas Klaus z magazynu laut.de dając albumowi maksymalną notę, 5 gwiazdek.
„Hardcore Will Never Die, But You Will (…) to odważny i instynktowny album, który jest naładowany energią, duchem i intensywnością, której niewielu może dorównać. To brzmienie zespołu wygodnego we własnej skórze, ale chwytającego się granic własnych możliwości i wydobywającego w tym procesie coś szczególnego”.
„Hardcore Will Never Die, But You Will z pewnością odczuwa się znajomo, może nie jest on tak imponujący jak niektóre albumy Mogwai, ale jego powrót do podstaw czyni go kolejnym dobrym dodatkiem do ich dorobku” – uważa Heather Phares z AllMusic. 
Tommy Udo z magazynu Classic Rock twierdzi, że „album Mogwai to nic w porównaniu do oglądania ich na żywo. Mimo to każdy album Mogwai jest genialny i fantastyczny na swój sposób”. Wtóruje mu Nikki Darling z dziennika Los Angeles Times: „To piękny album, jasne, ale co najważniejsze, jest też zabawny”.
Zdaniem Anthony’ego Fantano z The Needle Drop „Najnowszy album Mogwai to mocny koncentrat zwykłej formuły zespołu”.
Według Joe Muggsa z The Arts Desk „nie jest to łatwe słuchanie, ale bardzo często jest wysublimowane”.
„Na swoim dumnie zatytułowanym siódmym albumie [Mogwai] stawiają na epicką gitarową dzikość, splatając sprzężenia z melodią w majestatycznym 'You're Lionel Richie'. W utworach takich jak 'How to Be a Werewolf' bawią się klawiszami, eksplorując poszarpane elektroniczne rytmy takich grup jak Neu! czy Stereolab. Każdy zespół powinien dojrzewać jak chłopaki z Mogwai: wciąż pomysłowy, wciąż stawiający sobie wyzwania i wciąż szalenie głośny” – ocenia Rob Sheffield z magazynu Rolling Stone.
„Hardcore nigdy nie umrze, ale ty umrzesz. Jak muzyka na jakimkolwiek albumie może sprostać takiemu tytułowi?” – pyta Matthew Fiander z magazynu PopMatters i wyjaśnia: „Nie zważając na to, że brzmi on zarówno zabawnie, jak i złośliwie, nie sposób nie przypomnieć sobie najlepszego albumu Mogwai, Come On Die Young z 1999 roku. Natarczywe, niebezpieczne ostrze tytułu tamtej płyty jest tutaj zastąpiona bardziej ponurym spojrzeniem, bardziej ponurą świadomością śmiertelności. Od razu tytuł sugeruje i ukazuje napięcie związane zarówno ze starzeniem się z gracją, jak i trzymaniem się swojej estetyki. Muzyka na albumie, na szczęście, nie jest przytłoczona tym całym zmęczonym, śmiertelnym ciężarem. (...) Mogwai brzmią na nowej płycie odmłodzeni. Kontynuują szlifowanie swojego brzmienia w coś mniej ekspansywnego, ale gęstszego, bardziej karkołomnego w swoich rockowych elementach, a rezultaty są energiczne i często imponujące” – twierdzi recenzent.
W opinii Andrew Gaeriga z magazynu Pitchfork „Mogwai (...) wyszli z bramy jako zespół, który coś znaczył dla wielu ludzi, mianowicie dla fanów ciężkiej gitarowej muzyki i krytyków rocka. Stworzyli wyraźne, rozpoznawalne i ekscytujące nowe brzmienie, ale ich ostatni album, Hardcore Will Never Die, But You Will, nie zmienia wzorca, jaki Mogwai ustanowili dla siebie na ostatnich, często przeciętnych, wydawnictwach: jest tu kilka hymnicznych gitarowych wybuchów, kilka ładnie dryfujących dźwięków i jeden lub dwa wokalne kawałki. Zespół nie odzyskał nic ze swojej wcześniejszej zadziorności, a Hardcore jest, co istotne, najmniej samoświadomym albumem zespołu od lat”.
„Minęło prawie 14 lat odkąd Mogwai po raz pierwszy twierdzili, że boją się Szatana, ale teraz wygląda na to, że nie boją się nikogo, nawet samej śmierci. Hardcore Will Never Die, But You Will to wyzywająca teza z siódmego studyjnego albumu zespołu i zaczyna wyglądać na to, że Mogwai mają w sobie coś z wieczności. Może nie tyle piją z fontanny młodości (choć większość zespołu ma dopiero po trzydziestce), co piją z kielicha mądrości, rozumiejąc, że trendy i mody w muzyce są ulotne, ale noise jest wiecznie żywy” – ocenia Tom Jowett z musicOMH.
„Hardcore Will Never Die, But You Will to prawdopodobnie największa zmiana kursu, jaką zespół podjął od czasu syntezatorowego błędu na Happy Songs For Happy People. Początkowo trudno dokładnie powiedzieć, dlaczego tak się dzieje. Wszystkie kluczowe elementy brzmienia Mogwai pozostają: stopione crescenda przeplatają się z brzęczącymi diminuendami, podczas gdy muskularna muzyka rockowa zderza się z klasyczną dynamiką i upiorną, pozbawioną liryki balladą” – uważa Philip Bloomfield z magazynu Drowned in Sound.
„Jeśli wybierasz się w otwartą drogę, porzucasz przeszłość i po prostu żyjesz swoim życiem, Hardcore Will Never Die będzie świetną ścieżką dźwiękową” – twierdzi recenzent Tiny Mix Tapes.
W ocenie Christiana Williamsa z The A.V. Club „Impresyjnie zatytułowany Hardcore Will Never Die, But You Will (Hardcore nigdy nie umrze, ale ty tak) to album, który jest nieco bardziej otwarty na krautrockowe klimaty niż poprzednie albumy, ale nie ma tu wielu niespodzianek dla długoletnich fanów”.

### Listy tygodniowe
| Kraj              | Lista                      | Pozycja |
| ----------------- | -------------------------- | ------- |
| Austria           | Austrian Charts            | 49      |
| Belgia            | Ultratop (Flandria)        | 31      |
| Belgia            | Ultratop (Walonia)         | 39      |
| Francja           | Les Charts                 | 46      |
| Holandia          | MegaCharts                 | 83      |
| Irlandia          | Irish Music Charts         | 25      |
| Irlandia          | Irish Independent Albums   | 3       |
| Niemcy            | Offizielle Deutsche Charts | 27      |
| Stany Zjednoczone | Billboard 200              | 97      |
| Stany Zjednoczone | Independent Albums         | 14      |
| Stany Zjednoczone | Top Alternative Albums     | 15      |
| Stany Zjednoczone | Tastemakers                | 5       |
| Stany Zjednoczone | Top Rock Albums            | 25      |
| Stany Zjednoczone | Vinyl Albums               | 4       |
| Szkocja           | Scottish Albums Chart      | 12      |
| Szwajcaria        | Schweizer Hitparade        | 45      |
| Szwecja           | Swedish Charts             | 57      |
| Wielka Brytania   | UK Albums Chart            | 25      |
| Wielka Brytania   | UK Independent Albums      | 4       |